# Debbie Reynolds
Debbie Reynolds (eredeti neve: Marie Francis Reynolds) (El Paso, Texas, 1932. április 1. – Los Angeles, Kalifornia, 2016. december 28.) amerikai színésznő. 
Gyermekei Carrie Fisher és Todd Fisher.

## Élete és pályafutása
Családja 1939-ben Burbankbe költözött (Kalifornia). 1948-ban Burbankben szépségkirálynő volt. Ezután kezdett filmezni; musicalekben szerepelt az 1950-es évek során. Éjszakai mulatókban, majd a Broadwayon lépett fel. 1952-ben vált ismertté az Ének az esőben című filmben Gene Kelly partnereként. 31 évesen, 1964-ben Oscar-díjra jelölték Az elsüllyeszthetetlen Molly Brown című filmben nyújtott alakításáért.

## Magánélete
1955–1959 között Eddie Fisher volt a férje. 1960-tól 1973-ig Harry Karl volt a párja. 1984 és 1996 között Richard Hamlett-tel élt együtt.
Ő alapította a Hollywood Múzeumot, ahol 46 000 m2-en 3000 jelmezt és filmes relikviát őriznek.
2016. december 28-án, egy nappal lánya, Carrie Fisher halála után hunyt el.

## Filmjei
- The daughter of Rosie O'Grady (1950)
- Two Weeks with Love (1950)
- Három kis szó (1950)
- Ének az esőben (1952)
- Give a Girl a Break (1953)
- Athena (1954)
- Susan slept here (1954)
- Hit the deck (1955)
- Gyengéd csapda (1955)
- A szállított viszony (1956)
- A legnagyobb köteg (1956)
- Egy csókkal kezdődött (1959)
- A kilátó (1959)
- A vadnyugat hőskora (1962)
- Mary, Mary (1964)

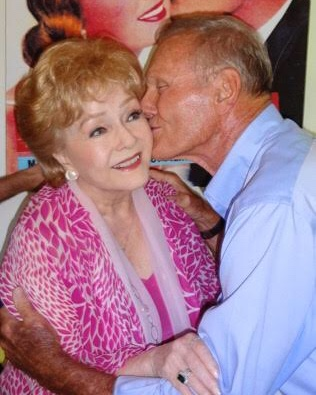
Debbie Reynolds és Tab Hunter

- Az elsüllyeszthetetlen Molly Brown (1964)
- Goodbye Charlie (1964)
- The singing nun (1966)
- Válás amerikai módra (1967)
- How sweet it is! (1968)
- A Debbie Reynolds Show (1969-1970)
- Malac a pácban (1973)
- Musical Múzeum (1974)
- Szerelemhajó (1980-1983)
- Alice (1982)
- Tánc, a csodák csodája (1985)
- Hotel (1986)
- Perry Mason: Muzikális gyilkosság (1989)
- Öreglányok (1991)
- Több mint testőr (1992)
- Nagymamák harcállásban (1993)
- Ég és föld (1993)
- Hollywood, Hollywood III. (1994)
- Anya (1996)
- A boldogító nem (1997)
- Félelem és reszketés Las Vegasban (1998)
- Zack és Reba (1998)
- Rudolf a rénszarvas (1998)
- Boszorkányváros (1998)
- Karácsonyi kívánság (1998)
- A szeretet ajándéka (1999)
- Will és Grace (1999-2006)
- Fecsegő tipegők (2000-2004)
- Virtual Mom (2000)
- Rugrats - A fecsegő tipegők Párizsban (2000)
- Öreg díva, nem vén díva (2001)
- Angyali érintés (2001)
- Boszorkányváros II.: Kalabar bosszúja (2001)
- Az igazság napja (2002)
- Halloweentown High (2004)
- Nők transzban (2004)
- Halloweentown 4. (2006)
- The Brothers Warner (2008)